# Günzburger National-Zeitung
Die Günzburger National-Zeitung war eine Zeitung, die von 1933 bis 1940 in Günzburg, einer Stadt in Bayern, erschien.

## Geschichte
Seit 1912 erschien in Günzburg das Schwäbische Volksblatt. Neue Günzburger Zeitung, das von den Nationalsozialisten übernommen und 1933 in Günzburger National-Zeitung umbenannt wurde und den Untertitel Die Zeitung der Regierung und des Volkes trug. Der Untertitel wurde in Amtsblatt der NSDAP und sämtlicher Behörden geändert.
Im Jahr 1935 wurde der Titel in Günzburger National-Zeitung: alleiniges Amtsblatt für den Bezirk Günzburg; amtliches Organ der Gauleitung und Kreisleitung der NSDAP für Stadt und Bezirk Günzburg geändert. Die Zeitung erschien nun im Franz-Eher-Verlag.
Während des Zweiten Weltkriegs wurde der Titel der Zeitung wieder in Schwäbische Volksblatt. Amtliches Organ der NSDAP und sämtlicher Behörden des Kreises Günzburg geändert.